# Cagdianao
Cagdianao (Bayan ng Cagdianao) är en kommun i Filippinerna. Kommunen tillhör provinsen Dinagatöarna och ligger på ön med samma namn. Folkmängden uppgår till 12 886 invånare.
Cagdianao är indelat i 14 barangayer.